# Hans Ellenbeck

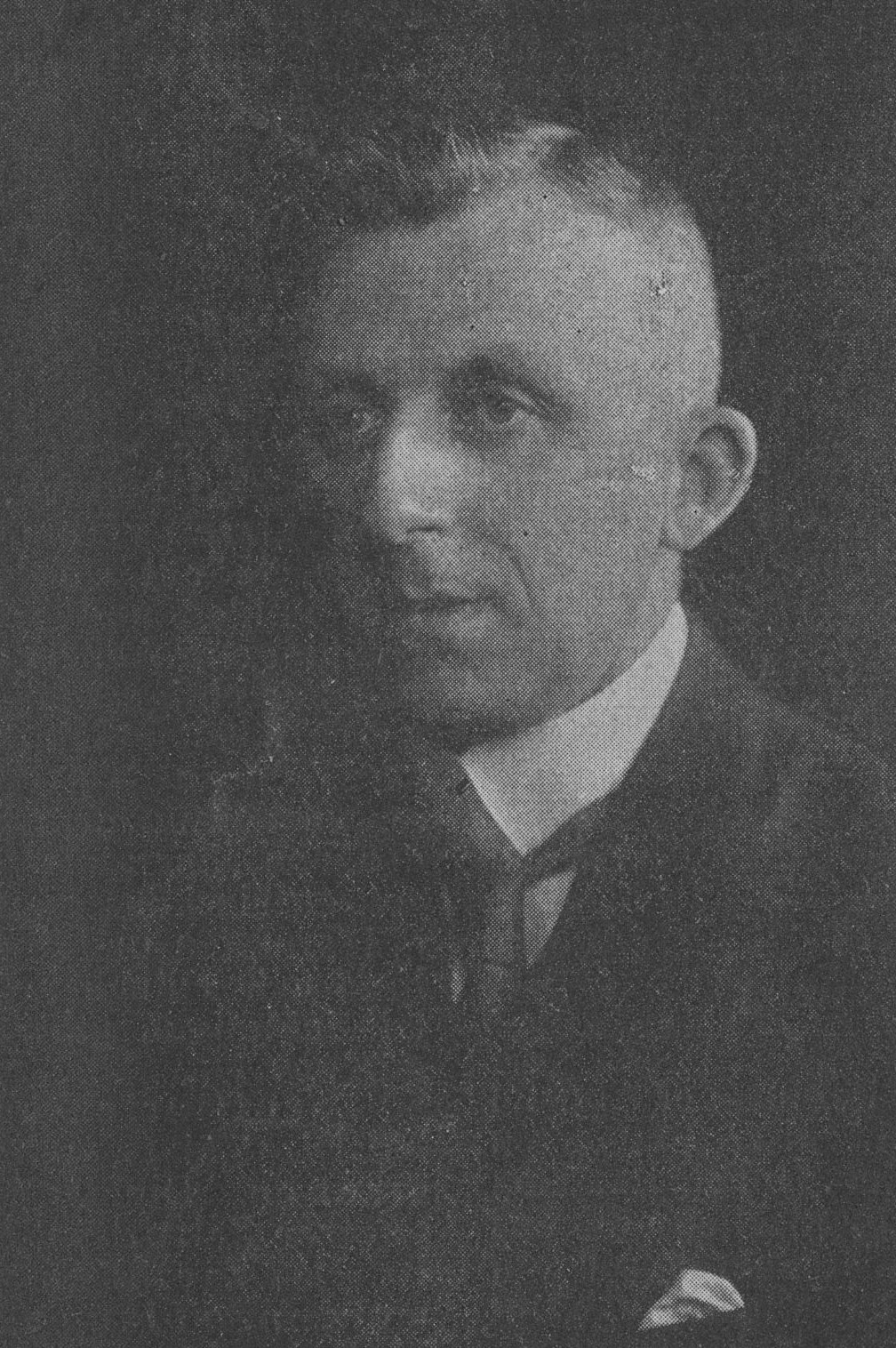
Hans Ellenbeck, um 1926

Hans August Paul Ellenbeck (* 16. Juli 1889 in Krefeld; † 27. Januar 1959 in Strümp) war ein deutscher Politiker (DNVP) und Redakteur.

## Leben
Ellenbeck studierte an der Universität Tübingen, wo er in das Corps Borussia Tübingen eintrat, und an der Universität Bonn. Dort promovierte er 1911 mit einer Dissertation über Die Sage vom Ursprung des Deutschen Meistergesangs. Er nahm am Ersten Weltkrieg teil. 1919 wurde er Stadtverordneter der DNVP in Düsseldorf. Darüber hinaus war er Vorsitzender der Düsseldorfer Ortsgruppe der DNVP und zeitweise Kulturpolitischer Sprecher seiner Partei. Von 1927 bis 1939 war er Oberstudiendirektor an der damaligen Hindenburgschule in Düsseldorf.
Ellenbeck gehörte von 1924 bis 1928 als Abgeordneter der Deutschnationalen Volkspartei (DNVP) dem Reichstag an.
Zum Zeitpunkt des deutschen Überfalls auf Polen im September 1939 wurde Hans Ellenbeck Kommandeur einer Infanterieeinheit. Mit der Bildung des Arbeitsbereiches Kriegspropaganda im Oberkommando der Wehrmacht 1939 wurde er Anfang 1940 Leiter des Referates „Abwehr feindlicher Propaganda“ im OKW.  ein Vorgesetzter war Hasso von Wedel (1898–1961). Im Range eines Majors waren seine Einsatzgebiete in den Kriegsjahren bis 1941 hauptsächlich die frontnahen Bereiche Westpreußen. Er war Chefredakteur der Blätter Mitteilungen für die Truppe und Mitteilungen für das Offizierskorps, von denen erstere in millionenfacher Auflage wöchentlich und letztere vierzehntäglich an die Front verbracht wurden. Darüber hinaus veröffentlichte er ab 1940 mehrere militärische Schriften als Orientierungshilfe für das Offizierskorps.
Ab 1950 war er Geschäftsführer des Stifterverbandes der deutschen Industrie in Düsseldorf, der in diesem Jahr u. a. ein rechtsextremes Deutsches Kulturwerk Europäischen Geistes (DKEG) des Herbert Böhme mit 100.000 Mark Starthilfe dotierte.
Nach 1945 wurden in der Sowjetischen Besatzungszone mehrere seiner Schriften wegen ihres rechtsradikalen Inhaltes und den Krieg verherrlichenden Charakters auf die Liste der auszusondernden Literatur gesetzt.

## Publikationen
- Die Sage vom Ursprung des Deutschen Meistergesangs, Dissertation 1911.
- Student, Volk und Staat, Deutscher Hochschulring Berlin 1926.
- Die proletarische Not als Aufgabe nationaler Staatspolitik!  Vaterländische Verlags- und Kunstanstalt Berlin 1927.
- Was Spengler uns gibt und nimmt : Vortr. im Industrie-Club Düsseldorf, geh. am 19. Dez. 1933, gemeinsam mit Ernst Horneffer, Bagel Verlag Düsseldorf 1933.
- Ostafrika Siedlungsland? : Welche Kriegserfahrgn liegen hierüber vor?, gemeinsam mit Paul von Lettow-Vorbeck, Düsseldorf 1934.
- Der Kompaniechef, Detke Verlag Leipzig, 1940.
- Die Verantwortung des deutschen Offiziers, Oberkommando der Wehrmacht, Berlin 1941.
- Der Offizier und seine Rekruten, Detke Verlag Leipzig 1943.
- Der Offizier als Führer im Kampf gegen die feindliche Propaganda, 1943.
- Sturmglocken über Deutschland, Detke Verlag Leipzig 1943.